# Tirrena-Adriàtica 2016
La Tirrena-Adriàtica 2016, 51a edició de la Tirrena-Adriàtica, es disputà entre el 9 i el 15 de març de 2016. Aquesta fou la tercera prova de l'UCI World Tour 2016. Els corredors hagueren de superar 1.019,8 km repartits entre set etapes, la primera en la modalitat de contrarellotge per equips i la darrera en la de contrarellotge individual.
El vencedor final fou el belga Greg Van Avermaet (BMC Racing Team), que aconseguí el liderat després de guanyar la penúltima etapa i posteriorment va mantenir l'avantatge en la contrarellotge individual final per tan sols un segon sobre Peter Sagan (Team Tinkoff). Tercer, completant el podi, finalitzà Bob Jungels (Etixx-Quick Step).
En les classificacions secundàries Peter Sagan guanyà la classificació per punts, Jungels la dels joves i Cesare Benedetti (Bora-Argon 18) la dels joves. L'Etixx-Quick Step fou el millor equip.

## Equips
L'organitzador RCS Sport comunicà la llista d'equips convidats el 18 de gener de 2016.
| Núm.    | Codi | Equip                       |
| ------- | ---- | --------------------------- |
| 1-8     | TCS  | Team Tinkoff                |
| 11-18   | ALM  | AG2R La Mondiale            |
| 21-28   | AND  | Androni Giocattoli-Sidermec |
| 31-38   | AST  | Astana Qazaqstan Team       |
| 41-48   | BAR  | Bardiani CSF                |
| 51-58   | BMC  | BMC Racing Team             |
| 61-68   | BOA  | Bora-Argon 18               |
| 71-78   | CJR  | Caja Rural-Seguros RGA      |
| 81-88   | CPT  | Cannondale                  |
| 91-98   | CCC  | CCC Sprandi Polkowice       |
| 101-108 | DDD  | Dimension Data              |
| 111-118 | EQS  | Etixx-Quick Step            |

| Núm.    | Codi | Equip              |
| ------- | ---- | ------------------ |
| 121-128 | FDJ  | FDJ                |
| 131-138 | IAM  | IAM Cycling        |
| 141-148 | LAM  | Lampre-Merida      |
| 151-158 | LTS  | Lotto Soudal       |
| 161-168 | MOV  | Movistar Team      |
| 171-178 | OGE  | Orica-GreenEDGE    |
| 181-188 | TGA  | Team Giant-Alpecin |
| 191-198 | KAT  | Team Katusha       |
| 201-208 | TLJ  | Team LottoNL-Jumbo |
| 211-218 | SKY  | Team Sky           |
| 221-228 | TFS  | Trek-Segafredo     |

## Recorregut
El recorregut de la Tirrena-Adriàtica 2016 fou anunciat a Camaiore, vila on comença la cursa, el desembre de 2015. a primera etapa és una contrarellotge per equips de 22,7 quilòmetres que ressegueix la costa. La segona etapa finalitza en una curta ascensió que po afavorir els classicòmans. La tercera i quarta etapes finalitzen en pla,afavorint l'arribada a l'esprint. La cinquena etapa és l'etapa reina i única de muntanya de la present edició,amb cinc ports de muntanya i arribada al Monte San Vicino, amb 13 quilòmetres d'ascensió. La sisena etapa torna a ser plana, tot i que l'arribada té una petita tendència a pujar. La cursa finalitza a San Benedetto del Tronto per cinquantè any de manera consecutiva, amb una contrarellotge individual de 10,1 km.

## Favorits
La nòmina de favorits per a la classificació final és nombrosa, amb Vincenzo Nibali (Astana Qazaqstan Team) i Alejandro Valverde (Movistar Team) al capdamunt. Joaquim Rodríguez (Team Katusha), Tejay Van Garderen (BMC Racing Team), Rigoberto Urán (Cannondale), Michal Kwiatkowski (Team Sky), Thibaut Pinot (FDJ), Bauke Mollema (Trek-Segafredo) o Diego Ulissi (Lampre-Merida) estarien en un segon nivell.

## Etapes
| Etapa    | Data       | Ciutats d'etapa                                     | type                      | Distància (km) | Vencedor de l'etapa     | Líder de la general |
| -------- | ---------- | --------------------------------------------------- | ------------------------- | -------------- | ----------------------- | ------------------- |
| 1a etapa | 9 de març  | Lido di Camaiore – Lido di Camaiore                 | contrarellotge per equips | 22,7           | BMC Racing Team         | Daniel Oss          |
| 2a etapa | 10 de març | Camaiore – Pomarance                                | etapa accidentada         | 207            | Zdeněk Štybar           | Zdeněk Štybar       |
| 3a etapa | 11 de març | Castelnuovo di Val di Cecina – Montalto di Castro   | etapa plana               | 176            | Fernando Gaviria Rendón | Zdeněk Štybar       |
| 4a etapa | 12 de març | Montalto di Castro – Foligno                        | etapa accidentada         | 222            | Steven Cummings         | Zdeněk Štybar       |
| 5a etapa | 13 de març | Foligno – Monte San Vicino                          | etapa de muntanya         | 178            | etapa cancel·lada       | Zdeněk Štybar       |
| 6a etapa | 14 de març | Castelraimondo – Cepagatti                          | etapa accidentada         | 210            | Greg Van Avermaet       | Greg Van Avermaet   |
| 7a etapa | 15 de març | San Benedetto del Tronto – San Benedetto del Tronto | contrarellotge individual | 10,1           | Fabian Cancellara       | Greg Van Avermaet   |

### Etapa 1
9 de març de 2016. Lido di Camaiore - Lido di Camaiore. 22,7 km (contrarellotge per equips)
Etapa inicial amb el format de contrarellotge per equips pel passeig marítim de Lido di Camaiore, totalment plana i amb sols quatre corbes en el seu recorregut.
El BMC Racing Team va ser l'equip vencedor, i Daniel Oss el primer líder. L'Etixx-Quick Step arribà a 2", mentre el Movistar Team d'Alejandro Valverde va perdre 29" i el Team Katusha de Joaquim Rodríguez 59". Pitjor li anaren les coses a Rigoberto Urán, que va veure com queien un parell de companys i acabà cedint més de dos minuts.
|    | Equip                 | Temps   |
| -- | --------------------- | ------- |
| 1  | BMC Racing Team       | 23' 55" |
| 2  | Etixx-Quick Step      | + 2"    |
| 3  | FDJ                   | + 9"    |
| 4  | Team Tinkoff          | + 11"   |
| 5  | IAM Cycling           | + 12"   |
| 6  | Astana Qazaqstan Team | + 15"   |
| 7  | Trek-Segafredo        | + 17"   |
| 8  | Team Sky              | + 21"   |
| 9  | Orica-GreenEDGE       | + 25"   |
| 10 | Movistar Team         | + 29"   |

|    | Ciclista                 | Equip            | Temps   |
| -- | ------------------------ | ---------------- | ------- |
| 1  | Daniel Oss (ITA)         | BMC Racing Team  | 23' 55" |
| 2  | Tejay Van Garderen (USA) | BMC Racing Team  | m. t.   |
| 3  | Greg Van Avermaet (BEL)  | BMC Racing Team  | m. t.   |
| 4  | Taylor Phinney (USA)     | BMC Racing Team  | m. t.   |
| 5  | Manuel Quinziato (ITA)   | BMC Racing Team  | m. t.   |
| 6  | Damiano Caruso (ITA)     | BMC Racing Team  | m. t.   |
| 7  | Gianluca Brambilla (ITA) | Etixx-Quick Step | + 2"    |
| 8  | Yves Lampaert (BEL)      | Etixx-Quick Step | + 2"    |
| 9  | Bob Jungels (LUX)        | Etixx-Quick Step | + 2"    |
| 10 | Zdenek Stybar (CZE)      | Etixx-Quick Step | + 2"    |

### Etapa 2
10 de març de 2016. Camaiore - Pomarance, 207 km
Primera etapa en línia, amb dues parts ben diferenciades. Els primers 115 quilòmetres són totalment plans. A partir d'aquell punt s'inicia l'ascensió a la cota de Camento (km 118), no puntuable per a la muntanya, Pian de Forno (km 149,6) i Pomarance, que es corona a menys de 3 km per l'arribada i té rampes de fins al 18%.
El vencedor de l'etapa fou Zdenek Stybar (Etixx-Quick Step), que atacà després de coronar el darrer coll i s'imposà per un segon a un nombrós grup de 36 ciclistes comandat per Peter Sagan (Team Tinkoff). Amb aquesta victòria també aconseguí el liderat a la general, seguit per Greg Van Avermaet (BMC Racing Team a 9".
|    | Ciclista                   | Equip                 | Temps      |
| -- | -------------------------- | --------------------- | ---------- |
| 1  | Zdenek Stybar (CZE)        | Etixx-Quick Step      | 5h 10' 03" |
| 2  | Peter Sagan (SVK)          | Team Tinkoff          | + 1"       |
| 3  | Edvald Boasson Hagen (NOR) | Dimension Data        | + 1"       |
| 4  | Simon Clarke (AUS)         | Cannondale            | + 1"       |
| 5  | Alejandro Valverde (ESP)   | Movistar Team         | + 1"       |
| 6  | Vincenzo Nibali (ITA)      | Astana Qazaqstan Team | + 1"       |
| 7  | Greg Van Avermaet (BEL)    | BMC Racing Team       | + 1"       |
| 8  | Tiesj Benoot (BEL)         | Lotto Soudal          | + 1"       |
| 9  | Michal Kwiatkowski (POL)   | Team Sky              | + 1"       |
| 10 | Gianluca Brambilla (ITA)   | Etixx-Quick Step      | + 1"       |

|    | Ciclista                    | Equip            | Temps      |
| -- | --------------------------- | ---------------- | ---------- |
| 1  | Zdenek Stybar (CZE)         | Etixx-Quick Step | 5h 33' 50" |
| 2  | Greg Van Avermaet (BEL)     | BMC Racing Team  | + 9"       |
| 3  | Tejay Van Garderen (USA)    | BMC Racing Team  | + 9"       |
| 4  | Damiano Caruso (ITA)        | BMC Racing Team  | + 9"       |
| 5  | Daniel Oss (ITA)            | BMC Racing Team  | + 9"       |
| 6  | Gianluca Brambilla (ITA)    | Etixx-Quick Step | + 11"      |
| 7  | Bob Jungels (LUX)           | Etixx-Quick Step | + 11"      |
| 8  | Peter Sagan (SVK)           | Team Tinkoff     | + 14"      |
| 9  | Thibaut Pinot (FRA)         | FDJ              | + 18"      |
| 10 | Sebastien Reichenbach (SUI) | FDJ              | + 18"      |

### Etapa 3
11 de març de 2016. Castelnuovo di Val di Cecina - Montalto di Castro, 176 km
Etapa amb una sola dificultat muntanyosa, a la part central de l'etapa. Els darrers 35 quilòmetres són en descens, tot i que els darrers 700 metres presenten una lleugera ascensió.
Una escapada protagonitzà l'etapa, tot i que finalment es disputà la victòria a l'esprint. Fernando Gaviria (Etixx-Quick Step) superà a Caleb Ewan (Orica-GreenEDGE) i Elia Viviani (Team Sky). Zdenek Stybar conservà el liderat.
|    | Ciclista               | Equip              | Temps      |
| -- | ---------------------- | ------------------ | ---------- |
| 1  | Fernando Gaviria (COL) | Etixx-Quick Step   | 4h 17' 27" |
| 2  | Caleb Ewan (AUS)       | Orica-GreenEDGE    | m. t.      |
| 3  | Elia Viviani (ITA)     | Team Sky           | m. t.      |
| 4  | Peter Sagan (SVK)      | Team Tinkoff       | m. t.      |
| 5  | Leigh Howard (AUS)     | IAM Cycling        | m. t.      |
| 6  | Giacomo Nizzolo (ITA)  | Trek-Segafredo     | m. t.      |
| 7  | Zico Waeytens (BEL)    | Team Giant-Alpecin | m. t.      |
| 8  | Sacha Modolo (ITA)     | Lampre-Merida      | m. t.      |
| 9  | Moreno Hofland (NED)   | Team LottoNL-Jumbo | m. t.      |
| 10 | Nikias Arndt (GER)     | Team Giant-Alpecin | m. t.      |

|    | Ciclista                    | Equip            | Temps      |
| -- | --------------------------- | ---------------- | ---------- |
| 1  | Zdenek Stybar (CZE)         | Etixx-Quick Step | 9h 51' 18" |
| 2  | Damiano Caruso (ITA)        | BMC Racing Team  | + 9"       |
| 3  | Daniel Oss (ITA)            | BMC Racing Team  | + 9"       |
| 4  | Tejay Van Garderen (USA)    | BMC Racing Team  | + 9"       |
| 5  | Greg Van Avermaet (BEL)     | BMC Racing Team  | + 9"       |
| 6  | Gianluca Brambilla (ITA)    | Etixx-Quick Step | + 11"      |
| 7  | Bob Jungels (LUX)           | Etixx-Quick Step | + 11"      |
| 8  | Peter Sagan (SVK)           | Team Tinkoff     | + 14"      |
| 9  | Thibaut Pinot (FRA)         | FDJ              | + 18"      |
| 10 | Sebastien Reichenbach (SUI) | FDJ              | + 18"      |

### Etapa 4
12 de març de 2016. Montalto di Castro - Foligno, 228 km
Etapa més llarga de la present edició, amb quatre ports puntuables en la segona part de l'etapa, el darrer del qual es corona a manca de 15 km per l'arribada.
Stephen Cummings (Dimension Data) s'imposà en solitari després d'atacar als seus companys d'escapada a manca de 3 km. Res canvia al capdavant de la general.
|    | Ciclista                | Equip            | Temps      |
| -- | ----------------------- | ---------------- | ---------- |
| 1  | Stephen Cummings (GBR)  | Dimension Data   | 6h 04' 49" |
| 2  | Salvatore Puccio (ITA)  | Team Sky         | + 13"      |
| 3  | Natnael Berhane (ERI)   | Dimension Data   | + 13"      |
| 4  | Daniel Moreno (ESP)     | Movistar Team    | + 13"      |
| 5  | Jan Bakelants (BEL)     | AG2R La Mondiale | + 13"      |
| 6  | Matteo Montaguti (ITA)  | AG2R La Mondiale | + 16"      |
| 7  | Peter Sagan (SVK)       | Team Tinkoff     | + 25"      |
| 8  | Greg Van Avermaet (BEL) | BMC Racing Team  | + 25"      |
| 9  | Tiesj Benoot (BEL)      | Lotto Soudal     | + 25"      |
| 10 | Zdenek Stybar (CZE)     | Etixx-Quick Step | + 25"      |

|    | Ciclista                    | Equip            | Temps       |
| -- | --------------------------- | ---------------- | ----------- |
| 1  | Zdenek Stybar (CZE)         | Etixx-Quick Step | 15h 56' 32" |
| 2  | Damiano Caruso (ITA)        | BMC Racing Team  | + 9"        |
| 3  | Greg Van Avermaet (BEL)     | BMC Racing Team  | + 9"        |
| 4  | Tejay Van Garderen (USA)    | BMC Racing Team  | + 9"        |
| 5  | Bob Jungels (LUX)           | Etixx-Quick Step | + 9"        |
| 6  | Gianluca Brambilla (ITA)    | Etixx-Quick Step | + 11"       |
| 7  | Peter Sagan (SVK)           | Team Tinkoff     | + 11"       |
| 8  | Thibaut Pinot (FRA)         | FDJ              | + 14"       |
| 9  | Sebastien Reichenbach (SUI) | FDJ              | + 18"       |
| 10 | Roman Kreuziger (CZE)       | Team Tinkoff     | + 20"       |

### Etapa 5
13 de març de 2016. Foligno - Mont San Vicino, 178 km
Etapa reina de la present edició, amb cinc ports puntuables, el darrer dels quals és l'arribada i que té 10 km d'ascensió al 7,8% de desnivell mitjà.
L'etapa fou suspesa el dia abans en previsió de fortes nevades a la zona i la impossibilitat de fer un recorregut alternatiu amb plenes garanties de seguretat.

### Etapa 6
14 de març de 2016. Castelraimondo - Cepagatti, 210 km
Etapa bàsicament plana, amb una sola cota en els primers quilòmetres i un circuit final trencacames al qual cal donar dues voltes.
Greg Van Avermaet (BMC Racing Team) s'imposà a l'esprint a Peter Sagan (Team Tinkoff). Amb aquesta victòria passà a liderar la general amb 8" sobre Zdenek Stybar.
|    | Ciclista                 | Equip              | Temps      |
| -- | ------------------------ | ------------------ | ---------- |
| 1  | Greg Van Avermaet (BEL)  | BMC Racing Team    | 4h 34' 14" |
| 2  | Peter Sagan (SVK)        | Team Tinkoff       | m. t.      |
| 3  | Michał Kwiatkowski (POL) | Team Sky           | + 2"       |
| 4  | Zdenek Stybar (CZE)      | Etixx-Quick Step   | + 4"       |
| 5  | Caleb Ewan (AUS)         | Orica-GreenEDGE    | + 7"       |
| 6  | Alejandro Valverde (ESP) | Movistar Team      | + 7"       |
| 7  | Sacha Modolo (ITA)       | Lampre-Merida      | + 7"       |
| 8  | Jürgen Roelandts (BEL)   | Lotto Soudal       | + 7"       |
| 9  | Sonny Colbrelli (ITA)    | Bardiani CSF       | + 7"       |
| 10 | Moreno Hofland (NED)     | Team LottoNL-Jumbo | + 7"       |

|    | Ciclista                    | Equip                 | Temps       |
| -- | --------------------------- | --------------------- | ----------- |
| 1  | Greg Van Avermaet (BEL)     | BMC Racing Team       | 20h 30' 43" |
| 2  | Zdenek Stybar (CZE)         | Etixx-Quick Step      | + 7"        |
| 3  | Peter Sagan (SVK)           | Team Tinkoff          | + 8"        |
| 4  | Bob Jungels (LUX)           | Etixx-Quick Step      | + 21"       |
| 5  | Gianluca Brambilla (ITA)    | Etixx-Quick Step      | + 21"       |
| 6  | Thibaut Pinot (FRA)         | FDJ                   | + 28"       |
| 7  | Sebastien Reichenbach (SUI) | FDJ                   | + 28"       |
| 8  | Roman Kreuziger (CZE)       | Team Tinkoff          | + 30"       |
| 9  | Michał Kwiatkowski (POL)    | Team Sky              | + 31"       |
| 10 | Vincenzo Nibali (ITA)       | Astana Qazaqstan Team | + 34"       |

### Etapa 7
15 de març de 2016. San Benedetto del Tronto - San Benedetto del Tronto, 10,1 km (Contrarellotge individual)
Habitual Contrarellotge individual, totalment plana, pel passeig marítim de San Benedetto del Tronto.
Greg Van Avermaet (BMC Racing Team) conservà el liderat per tan sols 1" sobre Peter Sagan (Team Tinkoff) després de la contrarellotge guanyada per Fabian Cancellara (Trek-Segafredo).
|    | Ciclista                   | Equip            | Temps   |
| -- | -------------------------- | ---------------- | ------- |
| 1  | Fabian Cancellara (SUI)    | Trek-Segafredo   | 11' 08" |
| 2  | Johan Le Bon (FRA)         | FDJ              | + 13"   |
| 3  | Tony Martin (GER)          | Etixx-Quick Step | + 15"   |
| 4  | Alex Dowsett (GBR)         | Movistar Team    | + 15"   |
| 5  | Maciej Bodnar (POL)        | Team Tinkoff     | + 17"   |
| 6  | Alexandre Geniez (FRA)     | FDJ              | + 18"   |
| 7  | Edvald Boasson Hagen (NOR) | Dimension Data   | + 19"   |
| 8  | Vasil Kiryienka (BLR)      | Team Sky         | + 20"   |
| 9  | Damiano Caruso (ITA)       | BMC Racing Team  | + 22"   |
| 10 | Peter Sagan (SVK)          | Team Tinkoff     | + 24"   |

|    | Ciclista                    | Equip                 | Temps       |
| -- | --------------------------- | --------------------- | ----------- |
| 1  | Greg Van Avermaet (BEL)     | BMC Racing Team       | 20h 42' 22" |
| 2  | Peter Sagan (SVK)           | Team Tinkoff          | + 1"        |
| 3  | Bob Jungels (LUX)           | Etixx-Quick Step      | + 23"       |
| 4  | Sebastien Reichenbach (SUI) | FDJ                   | + 24"       |
| 5  | Thibaut Pinot (FRA)         | FDJ                   | + 24"       |
| 6  | Vincenzo Nibali (ITA)       | Astana Qazaqstan Team | + 29"       |
| 7  | Zdenek Stybar (CZE)         | Etixx-Quick Step      | + 33"       |
| 8  | Michał Kwiatkowski (POL)    | Team Sky              | + 39"       |
| 9  | Bauke Mollema (NED)         | Trek-Segafredo        | + 45"       |
| 10 | Roman Kreuziger (CZE)       | Team Tinkoff          | + 48"       |

## Classificacions finals

### Classificació general
|    | Ciclista                    | Equip                 | Temps       |
| -- | --------------------------- | --------------------- | ----------- |
| 1  | Greg Van Avermaet (BEL)     | BMC Racing Team       | 20h 42' 22" |
| 2  | Peter Sagan (SVK)           | Team Tinkoff          | + 1"        |
| 3  | Bob Jungels (LUX)           | Etixx-Quick Step      | + 23"       |
| 4  | Sebastien Reichenbach (SUI) | FDJ                   | + 24"       |
| 5  | Thibaut Pinot (FRA)         | FDJ                   | + 24"       |
| 6  | Vincenzo Nibali (ITA)       | Astana Qazaqstan Team | + 29"       |
| 7  | Zdenek Stybar (CZE)         | Etixx-Quick Step      | + 33"       |
| 8  | Michał Kwiatkowski (POL)    | Team Sky              | + 39"       |
| 9  | Bauke Mollema (NED)         | Trek-Segafredo        | + 45"       |
| 10 | Roman Kreuziger (CZE)       | Team Tinkoff          | + 48"       |

### Classificacions secundàries
|   | Ciclista                | Equip             | Punts |
| - | ----------------------- | ----------------- | ----- |
| 1 | Peter Sagan (SVK)       | Team Tinkoff-Saxo | 36    |
| 2 | Greg Van Avermaet (BEL) | BMC Racing Team   | 22    |
| 3 | Zdenek Stybar (CZE)     | Etixx-Quick Step  | 20    |

|   | Ciclista               | Equip         | Punts |
| - | ---------------------- | ------------- | ----- |
| 1 | Cesare Benedetti (ITA) | Bora-Argon 18 | 11    |
| 2 | Federico Zurlo (ITA)   | Lampre-Merida | 10    |
| 3 | Valerio Conti (ITA)    | Lampre-Merida | 8     |

|   | Ciclista              | Equip            | Temps       |
| - | --------------------- | ---------------- | ----------- |
| 1 | Bob Jungels (LUX)     | Etixx-Quick Step | 20h 42' 45" |
| 2 | Adam Yates (GBR)      | Orica-GreenEDGE  | + 48"       |
| 3 | Natnael Berhane (ERI) | Dimension Data   | + 2' 45"    |

|   | Equip            | Temps       |
| - | ---------------- | ----------- |
| 1 | Etixx-Quick Step | 61h 19' 51" |
| 2 | Movistar Team    | + 21"       |
| 3 | Team Sky         | + 38"       |

### UCI World Tour
La Tirrena-Adriàtica atorga punts per l'UCI World Tour 2016 sols als ciclistes dels equips de categoria World Tour.
| Posició               | 1r  | 2n | 3r | 4t | 5è | 6è | 7è | 8è | 9è | 10è |
| Classificació general | 100 | 80 | 70 | 60 | 50 | 40 | 30 | 20 | 10 | 4   |
| Per etapa             | 6   | 4  | 2  | 1  | 1  |    |    |    |    |     |

| #  | Ciclista                    | Equip                 | Punts |
| -- | --------------------------- | --------------------- | ----- |
| 1  | Greg Van Avermaet (BEL)     | BMC Racing Team       | 106   |
| 2  | Peter Sagan (SVK)           | Team Tinkoff          | 89    |
| 3  | Bob Jungels (LUX)           | Etixx-Quick Step      | 70    |
| 4  | Sebastien Reichenbach (SUI) | FDJ                   | 60    |
| 5  | Thibaut Pinot (FRA)         | FDJ                   | 50    |
| 6  | Vincenzo Nibali (ITA)       | Astana Qazaqstan Team | 40    |
| 7  | Zdenek Stybar (CZE)         | Etixx-Quick Step      | 31    |
| 8  | Michał Kwiatkowski (POL)    | Team Sky              | 22    |
| 9  | Bauke Mollema (NED)         | Trek-Segafredo        | 10    |
| 10 | Fabian Cancellara (SUI)     | Trek-Segafredo        | 6     |
| 10 | Steve Cummings (GBR)        | Dimension Data        | 6     |
| 10 | Fernando Gaviria (COL)      | Etixx-Quick Step      | 6     |

## Evolució de les classificacions
| Etapa | Vencedor          | Classificació general | Classificació per punts | Classificació de la muntanya | Classificació dels joves | Classificació per equips |
| ----- | ----------------- | --------------------- | ----------------------- | ---------------------------- | ------------------------ | ------------------------ |
| 1     | BMC Racing Team   | Daniel Oss            | no entregat             | no entregat                  | Yves Lampaert            | BMC Racing Team          |
| 2     | Zdeněk Štybar     | Zdeněk Štybar         | Zdeněk Štybar           | Zdeněk Štybar                | Bob Jungels              | BMC Racing Team          |
| 3     | Fernando Gaviria  | Zdeněk Štybar         | Peter Sagan             | Zdeněk Štybar                | Bob Jungels              | BMC Racing Team          |
| 4     | Stephen Cummings  | Zdeněk Štybar         | Peter Sagan             | Cesare Benedetti             | Bob Jungels              | BMC Racing Team          |
| 5     | etapa cancel·lada | Zdeněk Štybar         | Peter Sagan             | Cesare Benedetti             | Bob Jungels              | BMC Racing Team          |
| 6     | Greg Van Avermaet | Greg Van Avermaet     | Peter Sagan             | Cesare Benedetti             | Bob Jungels              | Etixx-Quick Step         |
| 7     | Fabian Cancellara | Greg Van Avermaet     | Peter Sagan             | Cesare Benedetti             | Bob Jungels              | Etixx-Quick Step         |
| Final | Final             | Greg Van Avermaet     | Peter Sagan             | Cesare Benedetti             | Bob Jungels              | Etixx-Quick Step         |